# Michael Weikath
Michael Ingo Joachim Weikath (Hamburg, Njemačka, 7. kolovoza 1962.) je njemački glazbenik, najpoznatiji kao osnivač i gitarist power metal-sastava Helloween.

## Životopis
Weikath je rođen u Hamburgu i bio je muzikalan od vrlo ranog djetinjstva. Kao dijete od četiri do pet godina, ležao bi u travi, gledao u nebi i u glavi smišljao melodije. Ozbiljno se počeo zanimati za glazbu 1971. godine. Velik dio svog vremena kao dijete provodi uz stereo uređaj svojih roditelja s katodnim cijevima, slušajući sve tada dostupne radijske postaje. Prvi album koji je posjedovao bio je 1962-1966 The Beatlesa.
Godine 1974. Weikath je počeo svirati gitaru i kasnije je počeo vježbati sa svojim prijateljima. Godine 1978. osnovao je svoj prvi sastav Powerfool. Prije osnivanja Helloweena radio je za tvrtku za narudžbu ploča. Godine 1982. služio je tešku društvenu dužnost kao alternativu služenju vojnog roka. Glavni sastavi koji su na njega utjecali su The Beatles, Deep Purple, Scorpions, UFO, Van Halen, Led Zeppelin, Sex Pistols i Wishbone Ash. Gitaristi koji su na njega utjecali kad je počeo svirati bili su Eric Clapton, Jimi Hendrix, Ritchie Blackmore, Uli Jon Roth i Eddie Van Halen.
Weikath je jedan od osnivača sastava Helloween uz Kaiom Hansenom, Markusom Grosskopfom i Ingom Schwichtenbergom. Jedan je od samo dva izvorna člana sastava, drugi je Markus Grosskopf. Weikath je integrirao prvu postavu Helloweena 1982. Godine 1984. sastav je potpisao ugovor s diskografskom kućom Noise Records i snimio je dvije pjesme koje se pojavljuju na kompilaciji Noise Recordsa Death Metal. Na ovom albumu bio je autor pjesme "Oernst of Life".
U intervjuu s Weikathom 1998. Chaotic Critiques ističe povremene duhovne teme i uzvišene melodije u pjesmama kao što je "Hey Lord!" i pita se je li sastav donekle duhovan. Weikath je odgovorio da su svi članovi sastava, osim Ulia Kuscha, bili krišćani. Weikath je izjavio da je on sam katolik. Treutno živi u Puerto de la Cruz, Tenerife, Španjolska.

## Diskografija
Helloween
- Helloween (1985.)
- Walls of Jericho (1985.)
- Keeper of the Seven Keys, Part 1 (1987.)
- Keeper of the Seven Keys, Part 2 (1988.)
- Pink Bubbles Go Ape (1991.)
- Chameleon (1993.)
- Master of the Rings (1994.)
- The Time of the Oath (1996.)
- Better Than Raw (1998.)
- Metal Jukebox (1999.)
- The Dark Ride (2000.)
- Rabbit Don't Come Easy (2003.)
- Keeper of the Seven Keys – The Legacy (2005.)
- Gambling with the Devil (2007.)
- Unarmed – Best of 25th Anniversary (2009.)
- 7 Sinners (2010.)
- Straight Out of Hell (2013.)
- My God-Given Right (2015.)
- Helloween (2021.)